# Поляна (Смолянская область)
Поляна (болг. Поляна) — село в Болгарии. Находится в Смолянской области, входит в общину Рудозем. Население составляет 102 человека.

## Политическая ситуация
Поляна подчиняется непосредственно общине и не имеет своего кмета.
Кмет (мэр) общины Рудозем — Николай Иванов Бояджиев (коалиция партий: Граждане за европейское развитие Болгарии (ГЕРБ), Земледельческий народный союз (ЗНС)) по результатам выборов 2007 года в правление общины.